# Manuel Melis Maynar
Manuel Juan Ignacio Melis Maynar (Zaragoza, 3 de enero de 1944 - Madrid, 22 de marzo de 2024) fue un ingeniero de caminos español. Entre sus principales realizaciones pueden citarse la planificación y dirección de las obras de las ampliaciones del Metro de Madrid entre los años 1995 y 2003  para la Comunidad Autónoma de Madrid (incluyendo el Metrosur), y el soterramiento de la autovía M-30 para el Ayuntamiento de Madrid concluido en el año 2007. Como docente, tras obtener las plazas de profesor titular y de catedrático de geotecnia en la Universidad de La Coruña, ocupó a partir de 2004 la Cátedra de Ferrocarriles de la Escuela de Ingenieros de Caminos de la UPM, a la que dedicó la parte final de su carrera.

## Semblanza
Manuel Melis nació en Zaragoza en 1944. Cursó la carrera de ingeniero de caminos en la Universidad Politécnica de Madrid (UPM), en la que se tituló en 1968. Continuó su formación en los Estados Unidos, donde obtuvo en 1971 la maestría en ingeniería civil por la Universidad de Wisconsin. De nuevo en España, se doctoró en la UPM en 1983 con una tesis Sobre el descenso de la capa freática en los problemas de filtración transitoria, y completó el MBA del IESE en 1985.
Casado, tenía tres hijas y dos nietos.
Su andadura profesional en el sector privado se inició en 1966, cuando siendo todavía estudiante comenzó a trabajar como delineante para las obras del cargadero de fosfatos de El Aaiún (por entonces, capital del Sáhara español) contratado por Cubiertas y Tejados S.A. (CMZ), empresa en la que intervendría en distintas obras hasta 1987, cuando fue nombrado director gerente de AEPO, ingeniería de la constructora. En los seis años que estuvo al frente de AEPO, consiguió revitalizar la compañía (que pasó de tener poco más de treinta trabajadores a casi doscientos), lo que conllevó el traslado de las oficinas de la empresa originalmente situadas en la calle de Rafael Calvo de Madrid a un edificio localizado en el barrio de La Ventilla.
Su interés por opositar a la Cátedra de Geotecnia en la Escuela de la Coruña le llevó a solicitar a la dirección de CMZ una excedencia, que al no serle concedida, provocó su salida de la compañía en 1993. Una vez incorporado a la escuela de ingenieros coruñesa, obtuvo una plaza de profesor titular de geotecnia en 1995.
Sin embargo, esta primera etapa en el mundo de la docencia fue muy breve, puesto que en ese mismo año pasó a formar parte del equipo de infraestructuras de la Comunidad de Madrid, entonces presidida por Alberto Ruiz Gallardón. Durante los ocho años siguientes, correspondientes a las legislaturas 1995-1999 y 1999-2003 de la Autonomía de Madrid, Manuel Melis dirigió el proyecto y la construcción de la ampliación del Metro de Madrid, totalizando más de 100 km de nuevos túneles y 100 nuevas estaciones (incluyendo los 41 km del recorrido del Metrosur). Al ser elegido Ruiz Gallardón alcalde de Madrid, Melis dejó su puesto de director general de Infraestructuras del Transporte de la Comunidad de Madrid para poder marcharse a trabajar al Ayuntamiento de la capital, donde se hizo cargo de la remodelación de la autovía de circunvalación M-30. Esta gigantesca obra de soterramiento, que comprende 66 km de túneles (muchos de ellos entre pantallas) y la realización de una compleja red de colectores alrededor del río Manzanares, se concluyó en 2007, en un plazo de menos de dos años.
En 1995 había sido nombrado vicepresidente del Metro de Madrid, donde intervino en el diseño de los nuevos trenes y de las instalaciones electromecánicas del suburbano madrileño; y en 1998 pasó a ser presidente de la compañía, cargo que abandonó en junio de 2009 (aunque en abril de 2004 se le habían retirado los poderes ejecutivos).
En 2001, ganó una plaza de Catedrático de Geotecnia en la Escuela de La Coruña, y en diciembre de 2003 se publicó su nombramiento como catedrático de Ingeniería e Infraestructura de los Transportes en la UPM, donde (desde 2007 a tiempo completo, tras desligarse de la alcaldía de Madrid), desarrollaría durante década y media una intensa labor como responsable de la cátedra de ferrocarriles.
Dotado de una enorme capacidad de trabajo y de un carácter tenaz y decidido (como demuestran la complejidad de las obras que sacó adelante, o su versatilidad en el mundo académico, donde fue capaz de obtener cátedras en materias tan distintas como la geotecnia o los ferrocarriles), durante su etapa al frente de las obras públicas de la Comunidad y del Ayuntamiento de Madrid se hizo conocido por sus inesperadas visitas de madrugada a las obras que dirigía. Defensor a ultranza de las ideas sobre las que estaba convencido, en su haber queda el exitoso empleo masivo de las tuneladoras en las obras subterráneas de Madrid, circunstancia que hizo posible su vertiginoso desarrollo. Poco amigo de protocolos, homenajes o formas políticamente correctas, en su etapa al frente de la cátedra de ferrocarriles mantuvo una decidida actitud crítica ante la injerencia de la política en el campo de las decisiones técnicas que condicionan la ejecución de las obras públicas, lo que le llevó a sostener en los medios escritos varias polémicas frente a distintos organismos públicos. Este espíritu inconformista es el que trató de imbuir a sus alumnos desde la cátedra.

## Publicaciones
Autor de nueve libros y de más de 80 publicaciones técnicas, entre sus textos pueden citarse:
- Manuel Melis Maynar, Miguel Jiménez Vega, Domingo Cuéllar Villar (2004). Inventario de Túneles Ferroviarios de España. Rivas Vaciamadrid (España): Fundación de los Ferrocarriles Españoles, Doce Calles. p. 446. ISBN 8489649006.

- Manuel Melis Maynar, Miguel Jiménez Vega, Domingo Cuéllar Villar (2004). Inventario de Puentes Ferroviarios de España. Rivas Vaciamadrid (España): Fundación de los Ferrocarriles Españoles, Doce Calles. p. 500. ISBN 8497440366.

- Manuel Melis Maynar (2008). Apuntes de introducción a la Dinámica vertical de la vía y a las Señales digitales en ferrocarriles. Rivas Vaciamadrid (España): Manuel Melis Maynar. p. 797. ISBN 9788461276868.

- Manuel Melis Maynar (2011). Proyecto y Construcción de Túneles y Metros- La Construcción del Metro de Madrid y la M-30. Rivas Vaciamadrid (España): Ingeniería de Metros, Ferrocarriles y Túneles, S.L. p. 1002. ISBN 9788461553310.

## Reconocimientos
- Medalla de Honor del Colegio de Ingenieros de Caminos, Canales y Puertos (1998). Sin embargo, Manuel Melis se la devolvió al presidente del Colegio en 2008, para, según sus propias palabras, manifestar su "disconformidad con el servilismo mostrado por la institución colegial con las administraciones que pagaban los visados y con tan poca lucha por hacer bien las obras públicas".[2]
- Medalla de honor con mención especial a título póstumo de la Asociación Española de la Carretera en mayo de 2024 .